# Nadolice Wielkie

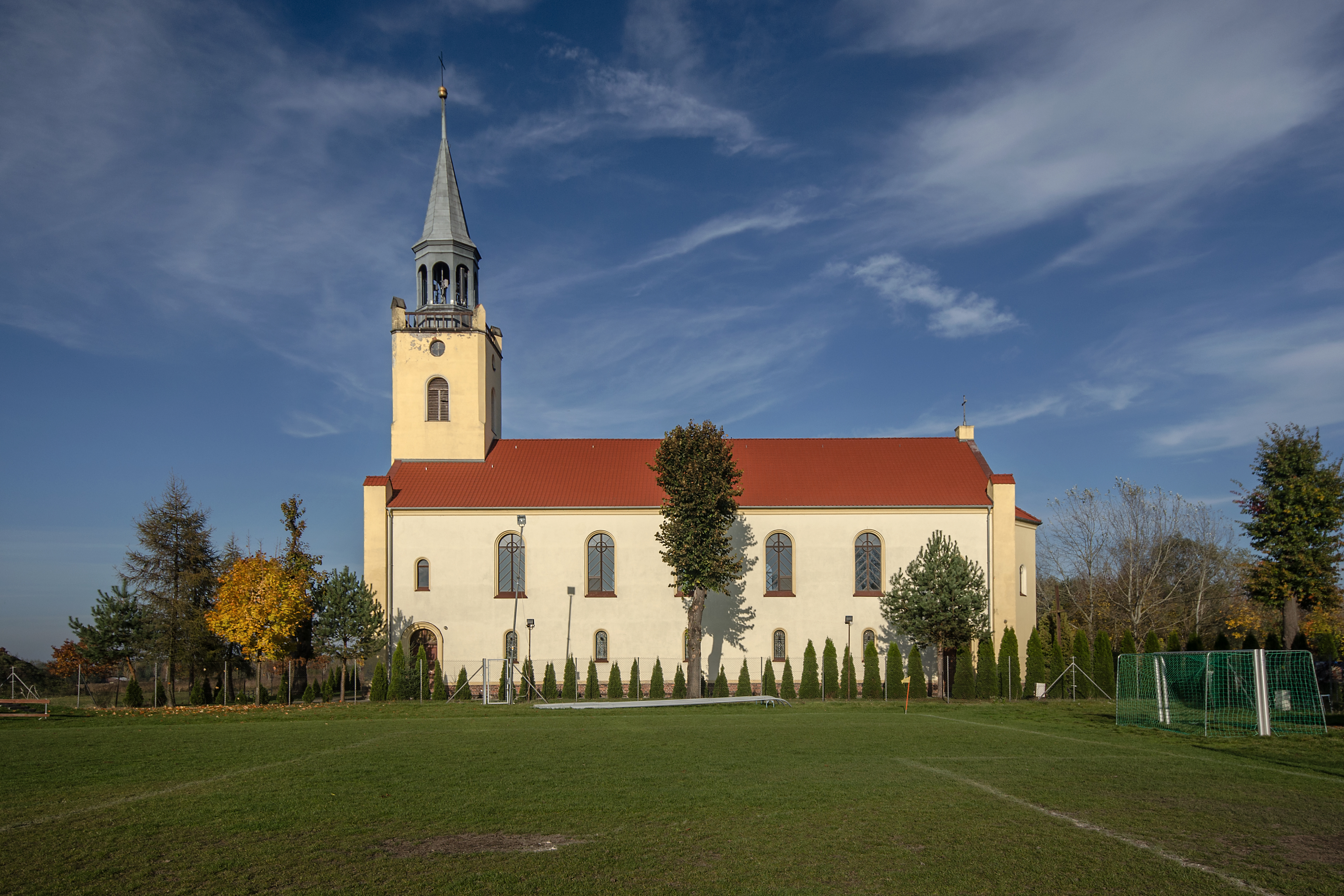
Kirche

Nadolice Wielkie (deutsch Groß Nädlitz, 1937–1945 Nädlingen) ist ein Ort in der Landgemeinde Czernica im Powiat Wrocławski der Woiwodschaft Niederschlesien in Polen.

## Lage
Nadolice Wielkie liegt vier Kilometer nordwestlich von Czernica zwischen Breslau und Jelcz-Laskowice.

## Geschichte
Groß Nädlitz gehörte im 16. und 17. Jahrhundert dem Adelsgeschlecht Poser. Danach nannte sich ein Zweig der Familie Poser und Groß-Naedlitz. Nach dem Ersten Schlesischen Krieg fiel Groß Nädlitz mit dem größten Teil Schlesiens an Preußen. Die alten Verwaltungsstrukturen wurden aufgelöst und Groß Nädlitz dem Landkreis Breslau eingegliedert, mit dem es bis 1945 verbunden blieb. 1937 wurde es in Nädlingen umbenannt.
Als Folge des Zweiten Weltkriegs fiel Groß Nädlitz 1945 mit dem größten Teil Schlesiens an Polen. Nachfolgend wurde es in Nadolice Wielkie umbenannt. Die einheimische deutsche Bevölkerung wurde, soweit sie nicht vorher geflohen war, vertrieben. Die neu angesiedelten Bewohner waren teilweise Zwangsumgesiedelte aus Ostpolen, das an die Sowjetunion gefallen war.
Von 1975 bis 1998 gehörte Pełcznica zur Woiwodschaft Breslau.

## Sehenswürdigkeiten
An der Straße nach Krzyków (Krichen) befindet sich ein im Jahr 2002 eingeweihter deutscher Soldatenfriedhof auf drei Hektar Fläche, auch Park pokoju (Park des Friedens) genannt. Über 16.000 von den 18.000 Grabstellen sind belegt (Stand Dezember 2011). Die Namen der Toten sind auf Granitstelen verzeichnet; es gibt keine Einzelgrabzeichen. Hier liegen auch tote deutsche Kriegsgefangene aus dem Kriegsgefangenenlazarett Hundsfeld bei Breslau.

## Persönlichkeiten
- Alfred Hillebrandt (1853–1927), Indologe
- Cosmus Flam (1899–1945), Schriftsteller